# Gare du Cailar
Gare du Cailar vasútállomás Franciaországban, Le Cailar településen.

## Vasútvonalak
Az állomást az alábbi vasútvonalak érintik:
- Saint-Césaire au Grau-du-Roi-vasútvonal

## Kapcsolódó állomások
A vasútállomáshoz az alábbi állomások vannak a legközelebb:
- Gare de Vauvert
- Gare d’Aimargues